# 4319 Jackierobinson
4319 Jackierobinson este un asteroid din centura principală, descoperit pe 1 martie 1981 de Schelte Bus.